# Michael M. C. Lai
Pour les articles homonymes, voir Lai.
Michael Ming-Chiao Lai (chinois traditionnel : 賴明詔 ; pinyin : Lài Míngzhào), né le 8 septembre 1942, est un virologue taïwanais.

## Biographie
Originaire de Tainan né le 8 septembre 1942, Lai est diplômé de la National Tainan First Senior High School et a étudié la médecine à la université nationale de Taïwan Après avoir obtenu son doctorat à l'université de Californie à Berkeley en 1973, Lai rejoint la faculté de l'Université de Californie du Sud, où il est resté jusqu'en 2003, Tout en enseignant à l'USC, Lai est élu membre de l'academia sinica en 1992 et fellow de l'American College of Microbiology en 2002, À partir de 1990, Lai est Howard Hughes Medical Investigator. À son retour à Taïwan en 2003, Lai est nommé membre distingué de l'Academia Sinica. Il devient membre de l'Académie mondiale des sciences en 2006 En 2009, Lai reçoit un prix pour l'ensemble de ses réalisations de la part de la Société des bioscientifiques chinois en Amérique. Le gouvernement de Taïwan a décerné à Lai un Presidential Science Prize en 2013. Il remporte le Prix Nikkei Asia en science et technologie en 2017.
Michael Lai se spécialise dans les coronavirus,, l'espèce de virus qui cause le syndrome respiratoire aigu sévère. Ses travaux ont valu à Lai d'être reconnu comme le « père de la recherche sur les coronavirus »,. Il est retourné à Taïwan au milieu de l'épidémie de SRAS 2003 et commence à faire des recherches sur les vaccinations contre la maladie avec l'aide de Ding-Shinn Chen,. Lai a succédé à Sunney Chan en tant que vice-président de l'Academia Sinica en juillet 2003. Il quitte l'Academia Sinica en 2006 et commence son mandat de président de la université nationale Cheng Kung l'année suivante. Durant son mandat, l'institution commence à établir un partenariat avec IBM Taiwan sur la recherche en nanotechnologie Treize départements de l'université ont été placés sur une liste d'observation compilée par le Conseil d'évaluation et d'accréditation de l'enseignement supérieur de Taïwan en 2009. Plus tard cette année-là, des chercheurs du NCKU ont piloté le premier vol de véhicule aérien sans pilote à travers le détroit de Taïwan. Lai a soutenu les propositions du gouvernement visant à permettre aux étudiants chinois d'étudier dans les universités taïwanaises et a appuyé les efforts visant à retenir les meilleurs universitaires,. En 2010, la NCKU a mis en place un programme médical en anglais. Plus tard cette année-là, l'équipe Small Medicine and Advanced Research Translation de l'Institute of Oral Medicine, affiliée à la NCKU, a annoncé de nouveaux développements dans les techniques de manipulation des gènes à l'aide de nano-ciseaux activés par la lumière à ciblage artificiel. Après avoir cédé la présidence de la NCKU à Hwung Hwung-hweng en 2011, Lai est nommé professeur distingué en 2013. Lai fait des recherches sur le virus virus de la grippe A (H7N9) peu après la déclaration de cas en Chine en 2013.